# Uthman ibn al-Walid
Uthman ibn al-Walid ibn Uqba ibn Abi-Muayt o, més senzillament, Uthman ibn al-Walid fou governador d'Armènia com a lloctinent de Muhàmmad Ibn Marwan durant el califat d'Abd al-Mélik (685-705). Era fill d'al-Walid ibn Uqba, que fou company del Profeta.
Hauria patit una derrota a mans dels Camsaracans al Vanand (regió de Kars). Els armenis l'anomenen Oneghpa (Onelpa) o Okba o Okbay.